# Jean-Augustin Sioc'han de Kersabiec
Jean Augustin Joseph Sioc'han, chevalier puis comte de Kersabiec, né à Roscoff et baptisé le 25 novembre 1752 et mort à Nantes le 4 février 1830, est un officier de marine français, membre de la société de Cincinnatus, émigré à la Révolution.

## Biographie

### Famille
Jean-Augustin Sioc'han de Kersabiec est le fils de Jean-Louis Joseph Sioc'han de Kersabiec, capitaine corsaire, et d'Hélène Marguerite Calvez de Kersaliou.

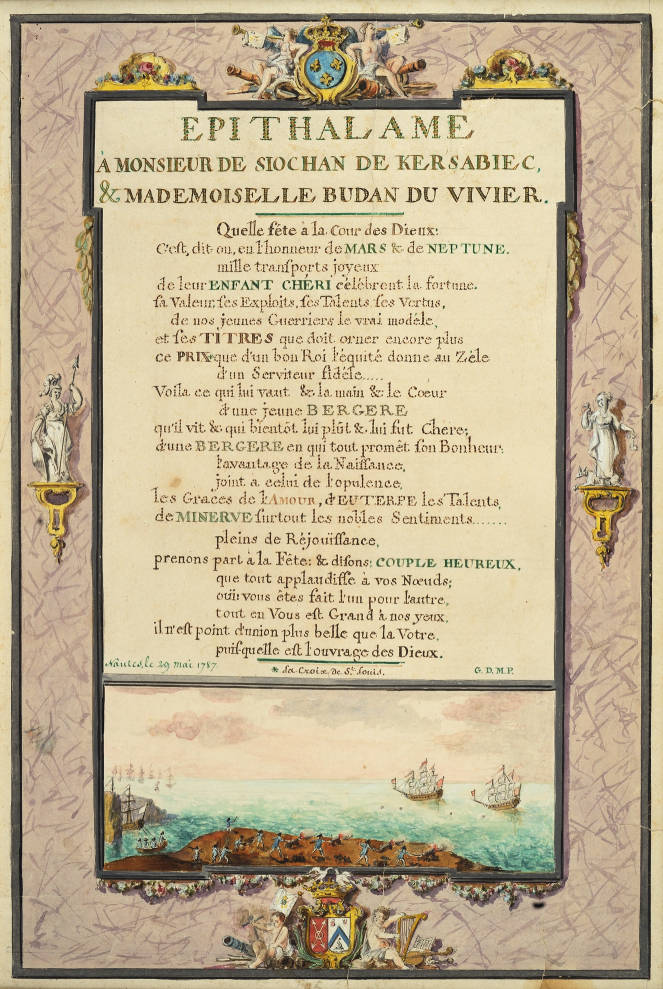
Epithalame à Monsieur de Siochan de Kersabiec et Mademoiselle Budan du Vivier.

Marié à Catherine Budan du Vivier, héritière du château du Grand-Blottereau et fille du négociant François Nicolas Budan du Vivier, il est l'oncle de Stylite et de Marie Louise Eulalie Sioc'han de Kersabiec.

### Dans la marine royale
Entré dans le corps de la marine comme volontaire en 1771, puis nommé enseigne de vaisseau, il fait plusieurs campagnes sur les corvettes du Roi La Perle et Le Rossignol de 1771 à 1775, puis sur la flûte Le Compas et la frégate La Nymphe de 1775 à 1778. Il participe au combat d’Ouessant, le 27 juillet 1778, sur La Nymphe. 
Le 13 juillet 1779, il est de service au port de Brest lorsqu'un violent incendie se déclare dans les magasins du port, notamment à la clouterie et dans plusieurs appentis, et atteint la charpente du bassin couvert où se construit le vaisseau Le Royal Louis, le plus grand vaisseau de la flotte, alors aux trois-quarts achevé. Le chevalier de Kersabiec sauve « par son intrépidité, sa promptitude et son intelligence à diriger les secours » une partie des magasins de l'incendie qui menaçait de consumer le vaisseau. À Louis XVI qui le fait complimenter, il demande l'entrée de son plus jeune frère, Jean-Marie-Angélique, à l'École militaire.

De 1780 à 1781, Kersabiec fait plusieurs croisières à bord de la frégate L’Astrée et des vaisseaux Le Zodiaque et Le Robuste ; il est sur ce dernier lors des combats des 9 et 13 avril 1781 à la Dominique où il se distingue. Embarqué en 1782 sur le vaisseau La Couronne faisant partie de l’armée navale aux ordres du comte de Grasse, il fait avec distinction cette campagne d’Amérique, remplit plusieurs missions, et reçoit en considération de ses services le commandement de la corvette Le Warwick, prise anglaise à laquelle il avait coopéré.
« Lorsque Monsieur de Vaudreuil conduisit à Saint Domingue les débris de notre armée navale, ce fut à Monsieur de Kersabiec qu’il confia le soin de diriger les réparations les plus urgentes qu’ils réclamaient en même temps qu’il le chargea de lever le plan de Porto-Plate. Les réparations commencées à Saint-Domingue se terminèrent à Boston où Monsieur de Vaudreuil conduisit ensuite ses vaisseaux, et pendant sept mois qu’il y resta, Monsieur de Kersabiec, chargé de la surveillance des ateliers établis à Long-Island et des approvisionnements de l’armée, trouva encore le temps de lever le plan du port et de la rade de Boston. Le Congrès américain reconnut les services qu’il rendit en ces circonstances en le nommant membre de l’association de Cincinnatus. »
En l’année 1785, après avoir croisé sur les côtes de la Martinique à bord du vaisseau Le Réfléchi et de la corvette La Danaé, il est nommé au commandement de la goélette La Lire, destinée à croiser dans les mêmes parages. Le 8 juin 1786, il a ordre de s’embarquer comme lieutenant de vaisseau sur la frégate Le Prosélyte, commandée par Monsieur de la Galissonnière. Une division de flûtes destinée pour la Baltique ayant été mise sous le commandement de cette frégate, il est employé comme major de la division et lÈve le plan du port et de la rade de Cronstadt et apporte des précisions sur la navigation de la Baltique. Transmis au dépôt général des cartes et plans de la Marine à Paris et mis sous les yeux du ministre, ces travaux lui valent en 1790 la croix de l’ordre de Saint-Louis.
En 1787, comme chef de nom et d’armes de la maison Sioc'han de Kersabiec, il est convoqué pour siéger dans l’ordre de la noblesse à la tenue des États de Bretagne, et il prend séance. La lettre de convocation, ainsi que celle reçue en 1789 pour siéger à l'assemblée de l'ordre de la noblesse de Bretagne à Saint-Brieuc, portent pour inscription : « à Monsieur le Comte Sioc’han de Kersabiec » : il est dès lors autorisé à conserver ce titre de comte.

### Dans la Révolution
Retiré du corps de la marine en 1791 et rayé de la liste des officiers, il émigre. En 1792 il fait dans la cavalerie de la marine, commandée par le vice-amiral baron de Suzannet, la campagne de l’armée des Princes, puis après le licenciement de ce corps il se rend à Londres où il entre comme lieutenant dans le régiment d’Hector formé des anciens officiers de la marine française qui fait partie de l’expédition de Quiberon. Cependant, désigné par le cabinet britannique pour être employé à la correspondance des armées de la Vendée et de la Bretagne, il débarque en Vendée en juin 1795, et se met au service du général de Charette en qualité d’aide de camp des armées catholiques et royales jusqu'à l'arrestation de Charette, en mars 1796.
Revenu à Nantes, il est nommé chevalier de la Légion d'honneur par Napoléon, puis élu maire de Doulon de 1807 à 1815, puis à nouveau de 1820 à 1824. 
Rappelé à l'activité de 1815 en 1817 comme capitaine de vaisseau, il est ensuite mis en inactivité par l'ordonnance d'épuration de la marine de 1817. Il meurt en 1830, laissant sept enfants, dont l'aîné Charles de Kersabiec dirige le journal légitimiste breton L'Hermine, opposé à Louis-Philippe Ier.

## Sources
- Prosper Levot, Biographie bretonne, volume 2, 1857
- Christian de La Jonquière, Les Marins français sous Louis XVI : guerre d'indépendance américaine, 1996